# إريك لارسون (لاعب هوكي جليد)
إريك لارسون (بالسويدية: Erik Larsson)‏ هو لاعب هوكي جليد سويدي، ولد في 18 يناير 1905 في ستوكهولم في السويد، وتوفي بنفس المكان في 8 مارس 1970.

## وصلات خارجية
- إريك لارسون على موقع EliteProspects.com (الإنجليزية)
- إريك لارسون على موقع Eurohockey.com (الإنجليزية)
- إريك لارسون على موقع أوليمبيديا (الإنجليزية)
- إريك لارسون على موقع اللجنة الأولمبية السويدية (السويدية)